# Tornado-G
Le Tornado-G (Index GRAU - 9K51M) est une modernisation du lance-roquettes multiple russe BM-21 Grad. Développé dans les années 90 elle entre en service dans l'armée Russe à partir de 2012.
La principale différence par rapport à son prédécesseur BM-21 Grad est un système de contrôle de tir plus avancé avec navigation par satellite et un ordinateur pour le calcul des indicateurs balistiques, qui permet de viser automatiquement les coordonnées de la cible.

## Histoire
Les travaux de modernisation du LRM « Grad » ont commencé dans les années 1990 à l'entreprise nationale de recherche et de production Splav (NPO Splav) (en). Le MLRS amélioré a été mis en œuvre pour la première fois en 1998 lors d'un tir de démonstration près d'Orenbourg. En 2011, la première commande de 36 véhicules de combat a été reçue, le montant du contrat était d'environ 18 millions de roubles, mais la commande n'a pas été exécutée, car le système n'a pas été adopté par les forces armées russes. Au premier semestre 2012, il était prévu de terminer les tests d'état du système et d'effectuer la première livraison de 36 véhicules de combat aux forces terrestres de la fédération de Russie,,.
Le système est quinze fois plus efficace que son prédécesseur « Grad » en termes d'efficacité au combat, le rapport de la masse de carburant à la masse de la coque du nouveau missile a été amélioré dix fois.

### Adoption
La première déclaration du représentant des forces terrestres de la fédération de Russie selon laquelle le Tornado-G a été mis en service et que 36 complexes avaient déjà été livrés aux troupes a été faite fin décembre 2011. Cependant, en février 2012, cette déclaration a été réfutée par le ministre de la Défense A.E. Serdyukov, qui a expliqué que le système n'avait pas passé les tests d'État et que la livraison aux troupes était prévue dans un proche avenir. En avril 2012, un représentant du service de presse du district militaire sud a fait une deuxième déclaration selon laquelle 20 complexes Tornado-G sont entrés en service avec des unités du district militaire sud et participeraient au défilé du 9 mai 2012, cependant, lors du défilé, au lieu de complexes Tornado-G, ont été présentés des véhicules de combat 2B26, non liés au MLRS Tornado-G. En juillet 2012, le premier Tornado-G MLRS est entré en service avec des formations de fusiliers motorisés à Volgograd[réf. nécessaire]. En 2013, le système 9K51M a terminé les tests d'état et a été adopté par la fédération de Russie,.

### Variantes
En 2023 il est annoncé que le système Tornado-G va être adapté pour être installé à l'arrière d'un véhicule blindé 6x6 AMN-590951 VPK Oural. Ce changement de véhicule porteur permettra aux artilleurs de disposer d'une véritable protection blindée pouvant résister à des tirs de 12,7 mm tout en étant beaucoup plus mobile.

## Conception
Le 9K51M MLRS comprend un nouveau véhicule de combat 2B17M modernisé, des anciens et nouveaux types de roquettes 122-mm,,,. Le cockpit du véhicule de combat contient un équipement d'installation à distance et un système de contrôle de tir automatisé développé à l' Institut de recherche panrusse « Signal ». ASUNO permet de tirer sans préparation topographique et géodésique et d'effectuer le guidage d'une munition sans quitter le cockpit. Sur un moniteur vidéo spécial, des informations sur l'itinéraire et la position du package de guidage sont automatiquement affichées.
L'équipage du véhicule a été réduit de trois à deux personnes, le temps de déploiement dans une position de combat non préparée a été réduit à six minutes et dans une position préparée à une minute.
Les capacités de combat du nouveau système ont été étendues avec de nouvelles munitions réactives. La gamme comprend des projectiles à fragmentation avec une ogive amovible et des sous- munitions HEAT à visée automatique, qui permettent de frapper efficacement les équipements militaires blindés de l'ennemi. Pour assurer le tir de projectiles à ogive amovible, les véhicules de combat étaient équipés de régleurs pour le temps de tir de la fusée des projectiles de roquettes,, .

### Munitions
En plus des anciennes munitions utilisées pour le BM-21, la gamme comprend également de nouvelles munitions avec une portée et une puissance de combat accrues, ainsi que des munitions spécialement conçues pour le système Tornado-G, augmentant sa portée de tir maximale à 40 km.
| Tableau TTX des nouvelles fusées pour les systèmes 9K51 et 9K51M |                    |                    |                      |                         |              |                             |
| Indice                                                           | type de munition   | Type de fusible    | Masse de l'ogive, kg | Poids du projectile, kg | Portée, km   | Pénétration de blindage, mm |
| 9M217                                                            | cassette avec KOBE | télécommande       | 25                   | 70                      | Jusqu'à 30   | 60…70                       |
| 9M218                                                            | cassette avec KOBE | télécommande       | 25                   | 70                      | Jusqu'à 30   | jusqu'à 100                 |
| 9M521                                                            | OFS                |                    | 21                   | 66                      | Jusqu'à 40   | —                           |
| 9M522                                                            | OFS                | à distance/contact | 25                   | 70                      | jusqu'à 37,5 | —                           |
| 9M538                                                            | OFS                |                    | 34,5                 | 70                      | jusqu'à 20   | —                           |
| 9M539                                                            | OFS                | à distance/contact | 35                   | 70                      | jusqu'à 20   | —                           |
| 9M541                                                            | cassette avec KOBE | à distance/contact | 33,7                 | 70                      | jusqu'à 20   | au moins 170                |

## Opérateurs
- Russie

1. unité militaire n ° 22220 20e brigade de fusiliers motorisés de gardes séparés (20e brigade de gardes): 18 unités 2B17M à partir de 2012[20].
2. unité militaire n ° 91727 du 99th Guards Self-Propelled Artillery Regiment (99th Guards SAP): 18 unités de 2B17M à partir de 2016[21].
3. unité militaire n ° 23857 du 856th Guards Self-Propelled Artillery Regiment (856 Guards Sap): 36 unités de 2B17M à partir de 2017[22]
4. 2e Armée interarmes de la Garde : 15[23]

## Mentions
En août 2012, il a été signalé que l'armée prévoyait d'utiliser les systèmes 9K51M dans l'exercice Kavkaz-2012.
Mentionné dans le Mémorandum de Minsk parmi les systèmes d'artillerie qui doivent être retirés de la ligne de contact entre les parties au conflit armé dans l'Est de l'Ukraine.

## Utilisation au combat
Les installations ont été utilisées de manière limitée lors du conflit armé dans l'est de l'Ukraine en 2014-2015.[réf. nécessaire]
Utilisé lors de l'invasion russe de l'Ukraine.

## Galerie

Véhicule de combat 9K51M
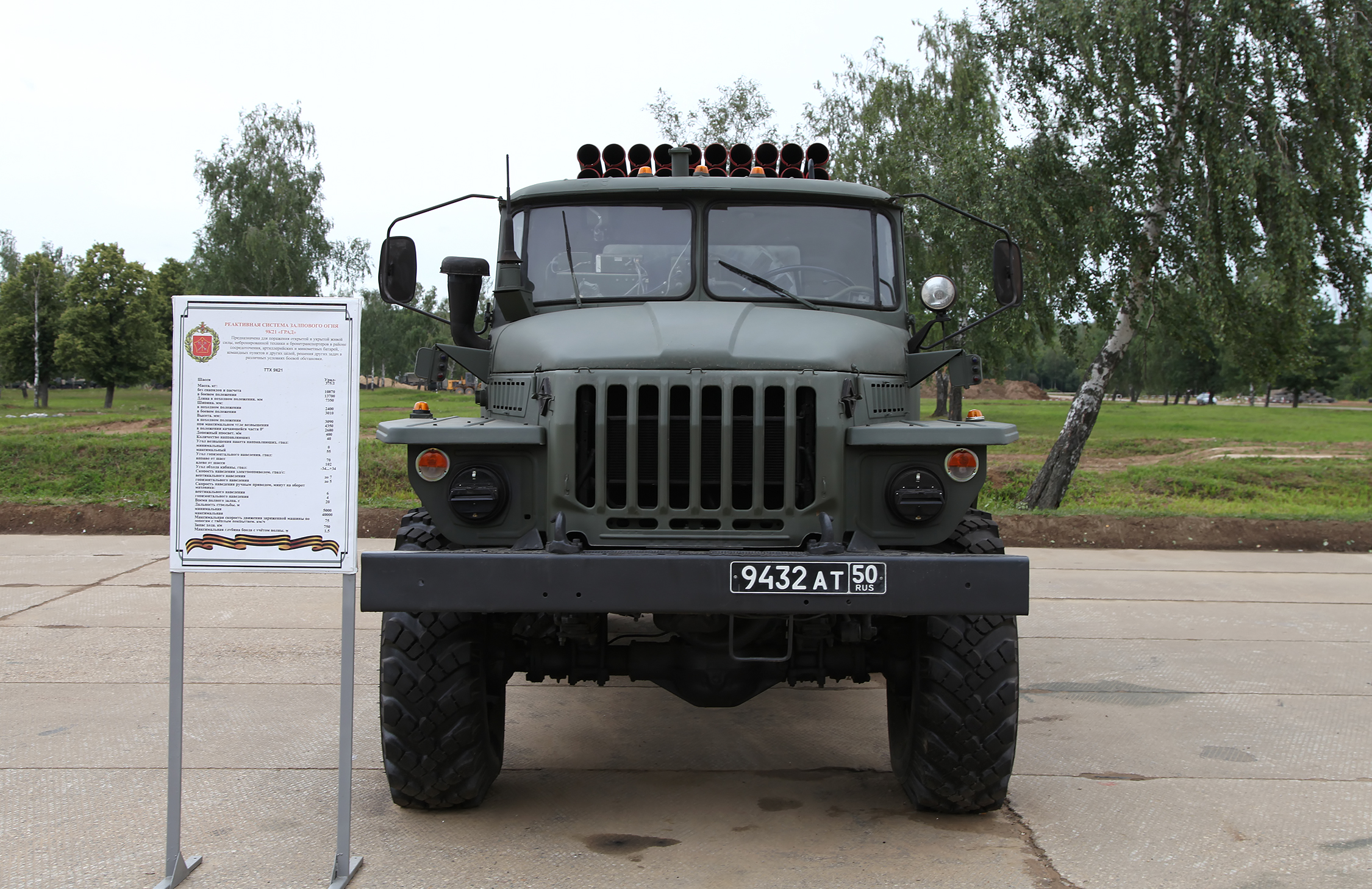
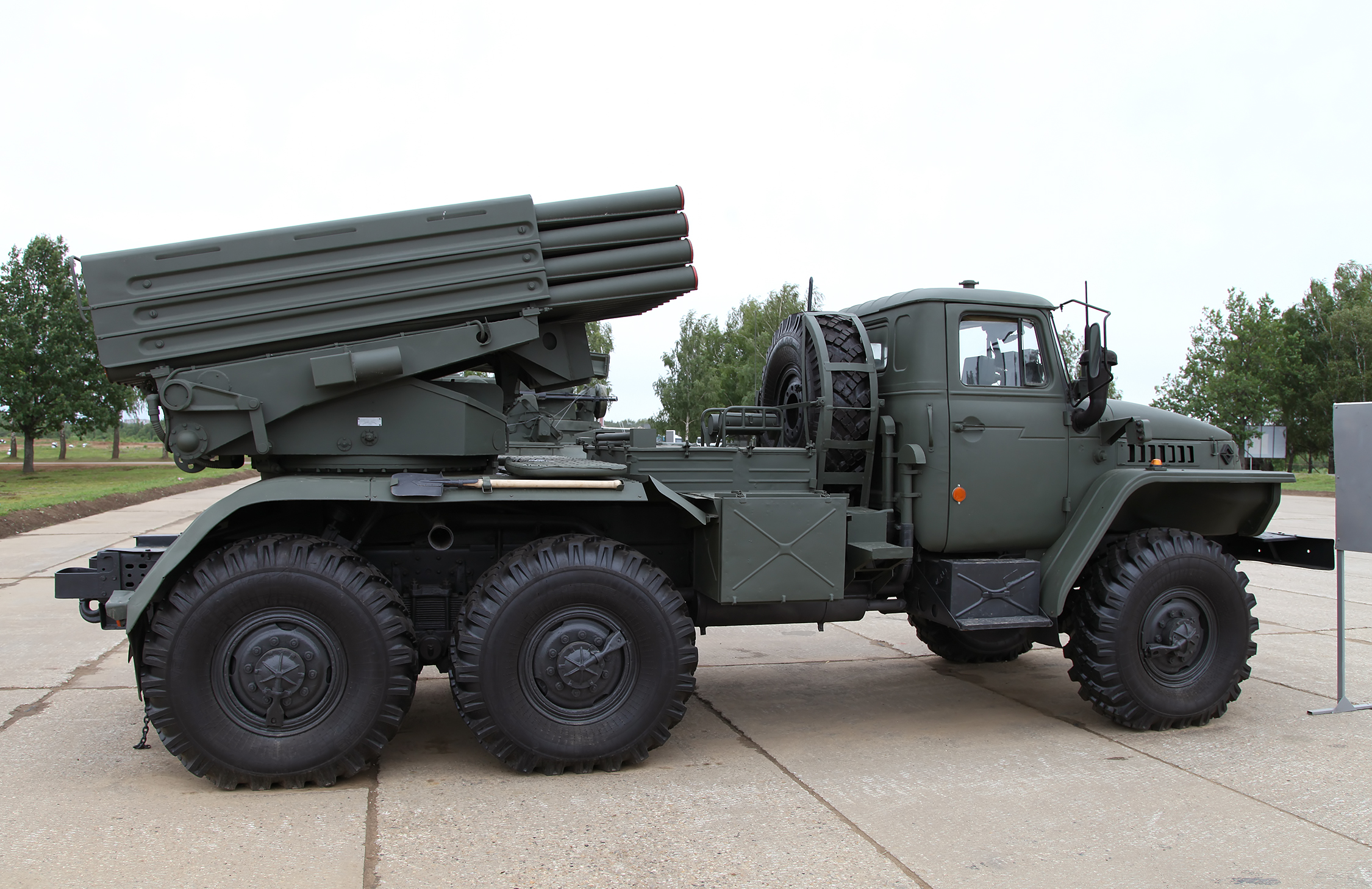
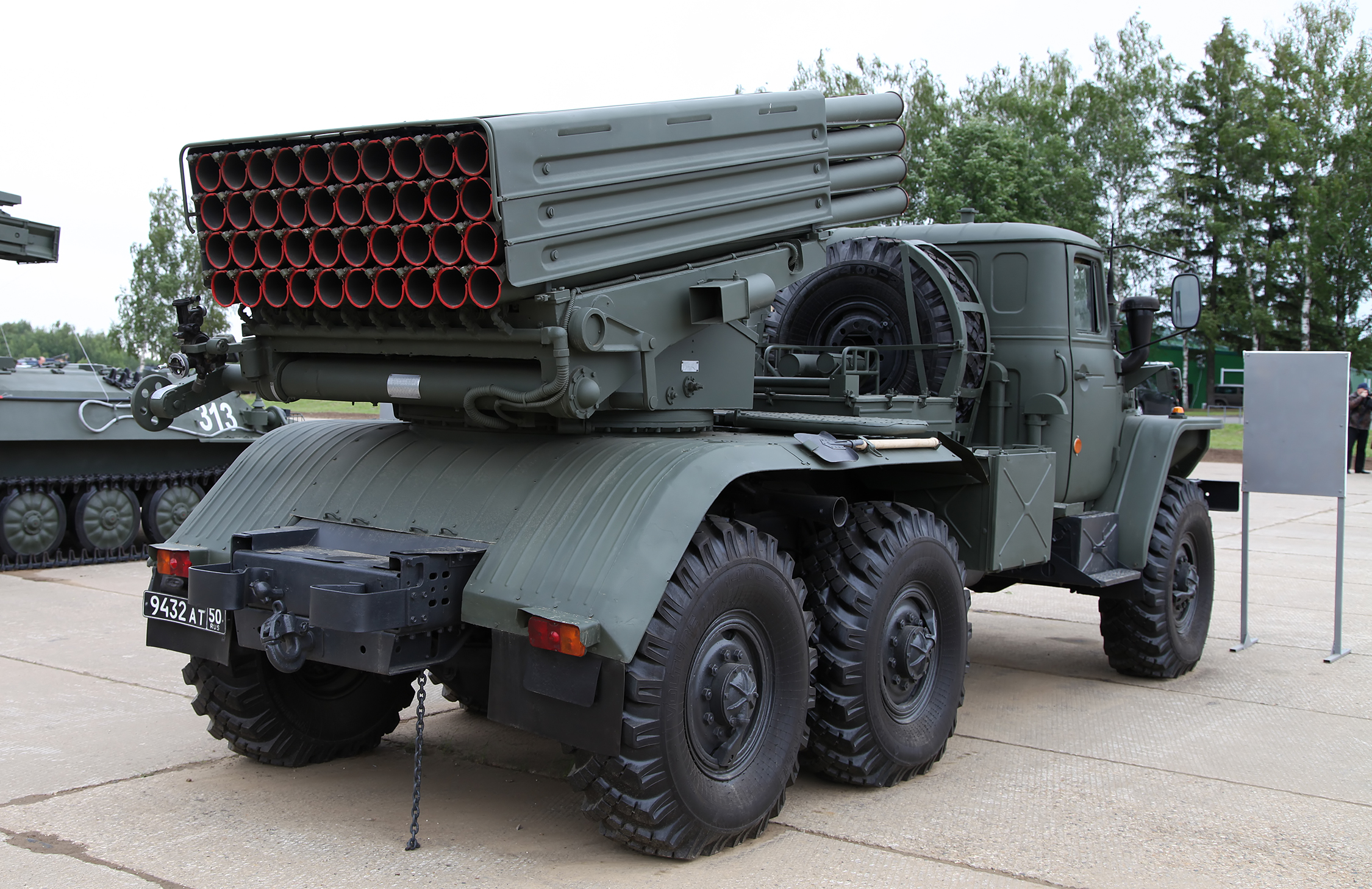
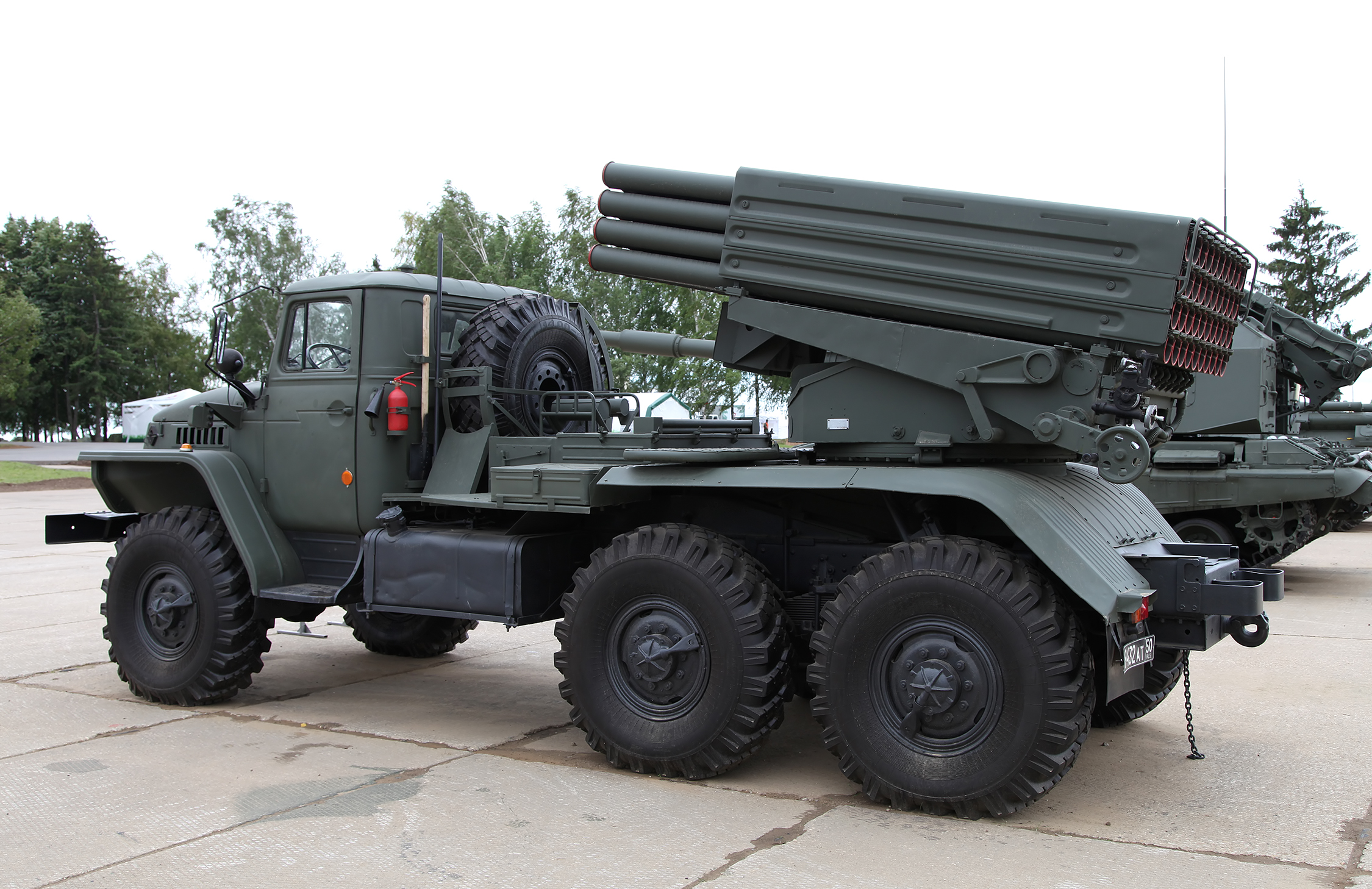
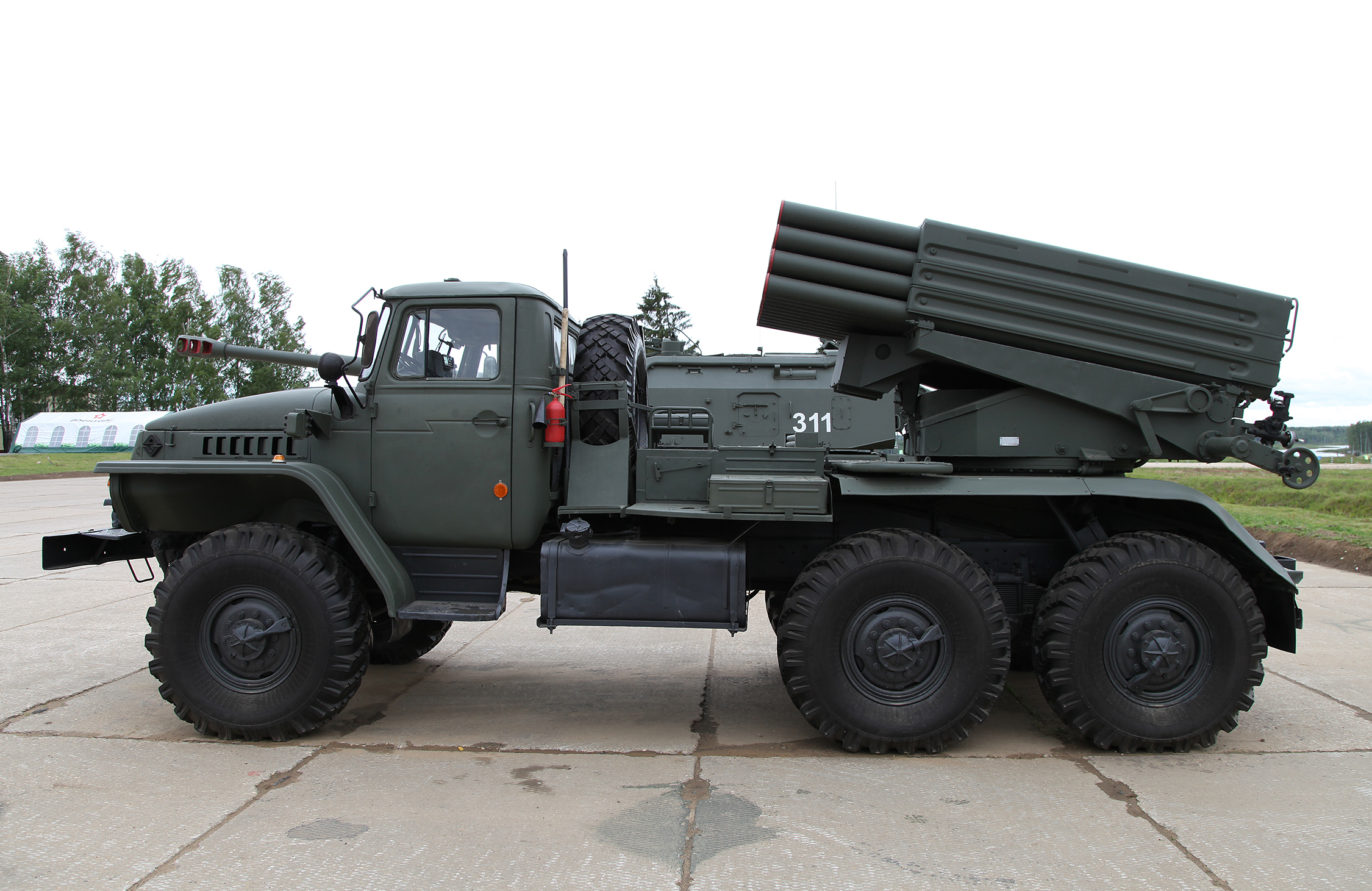
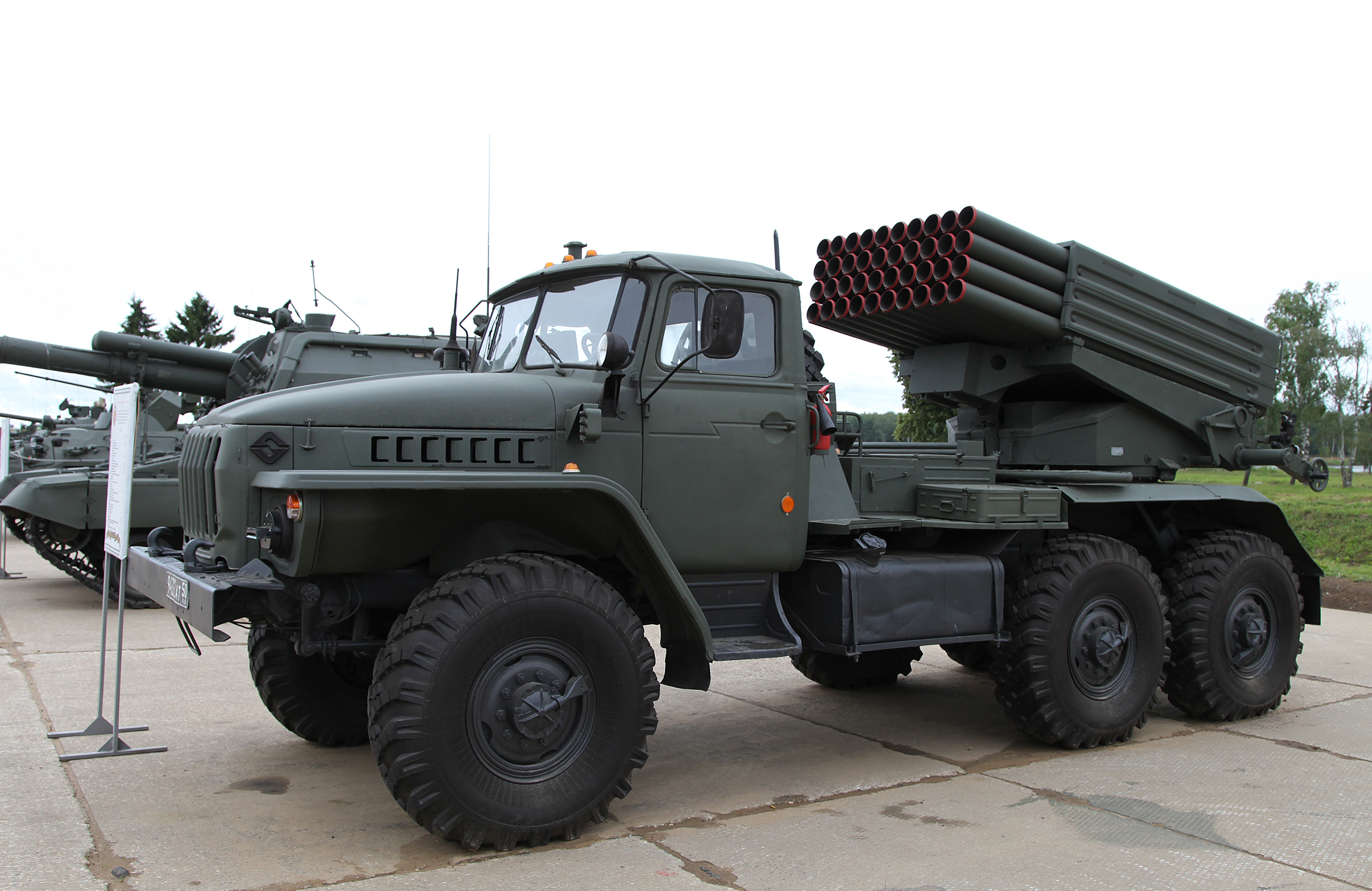
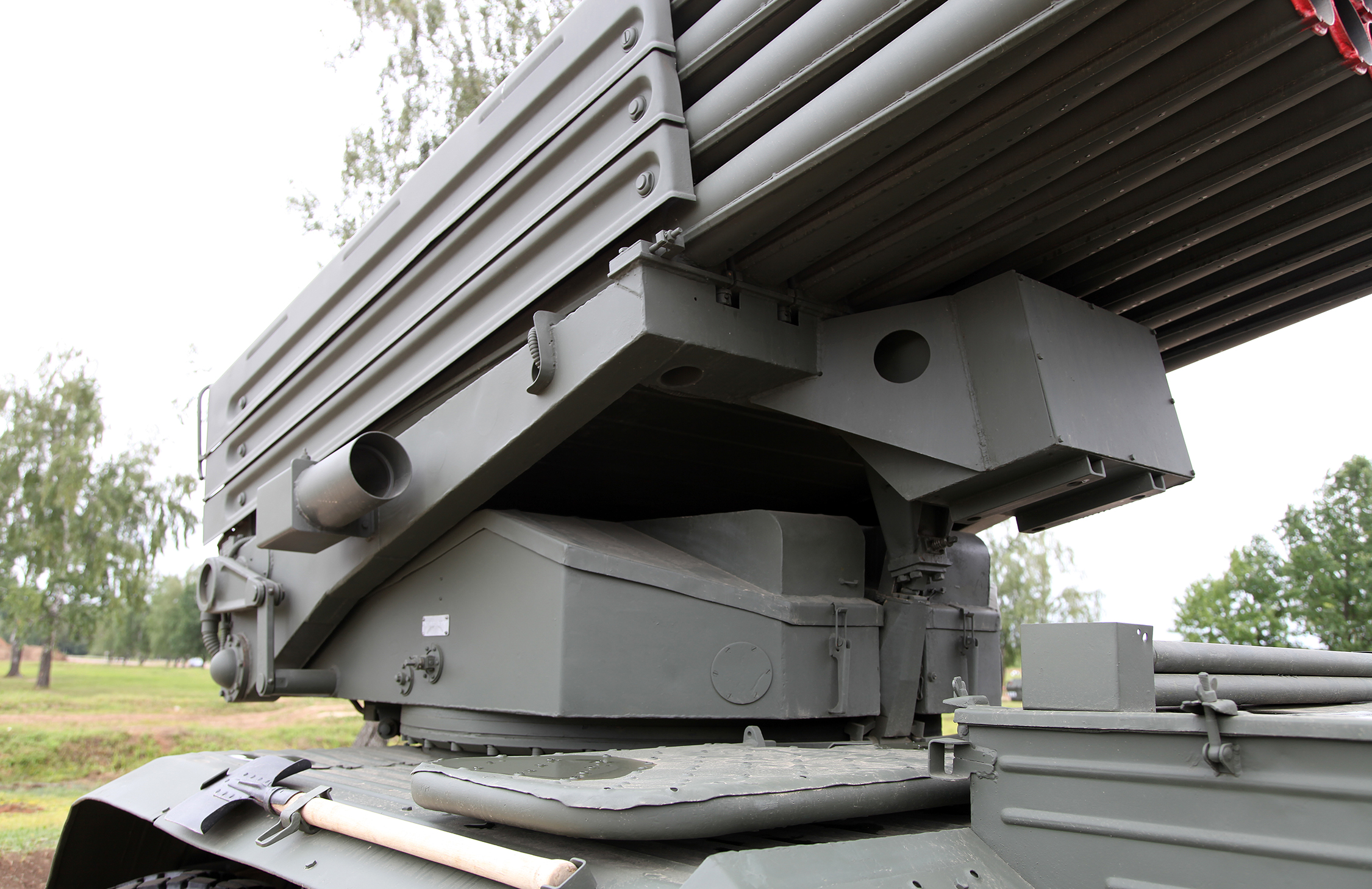

## Ouvrages
- Karpenko A. V. Système de jet modernisé tir de salve 9K51 "Grad" avec un véhicule de combat BM-21 // Systèmes modernes de lance-roquettes multiples. — С. 25—27. — 76 с.